# Lydia Schouten
Lydia Schouten, née en 1948, à Leyde, aux Pays-Bas, est une artiste néerlandaise. Son œuvre comporte souvent un regard critique sur la place laissée aux femmes dans la société, ou sur le mode de représentation des femmes. Son travail a été présenté dans des expositions internationales, et elle a animé également des résidences artistiques dans plusieurs pays. Elle a reçu le Prix Maaskant de la ville de Rotterdam en 1975.

## Biographie
Née en 1948 à Leyde, elle étudie les arts à la Libre Académie des arts visuels de La Haye de 1967 à 1971, et à l' Académie des beaux-Arts de Rotterdam de 1971 à 1976.

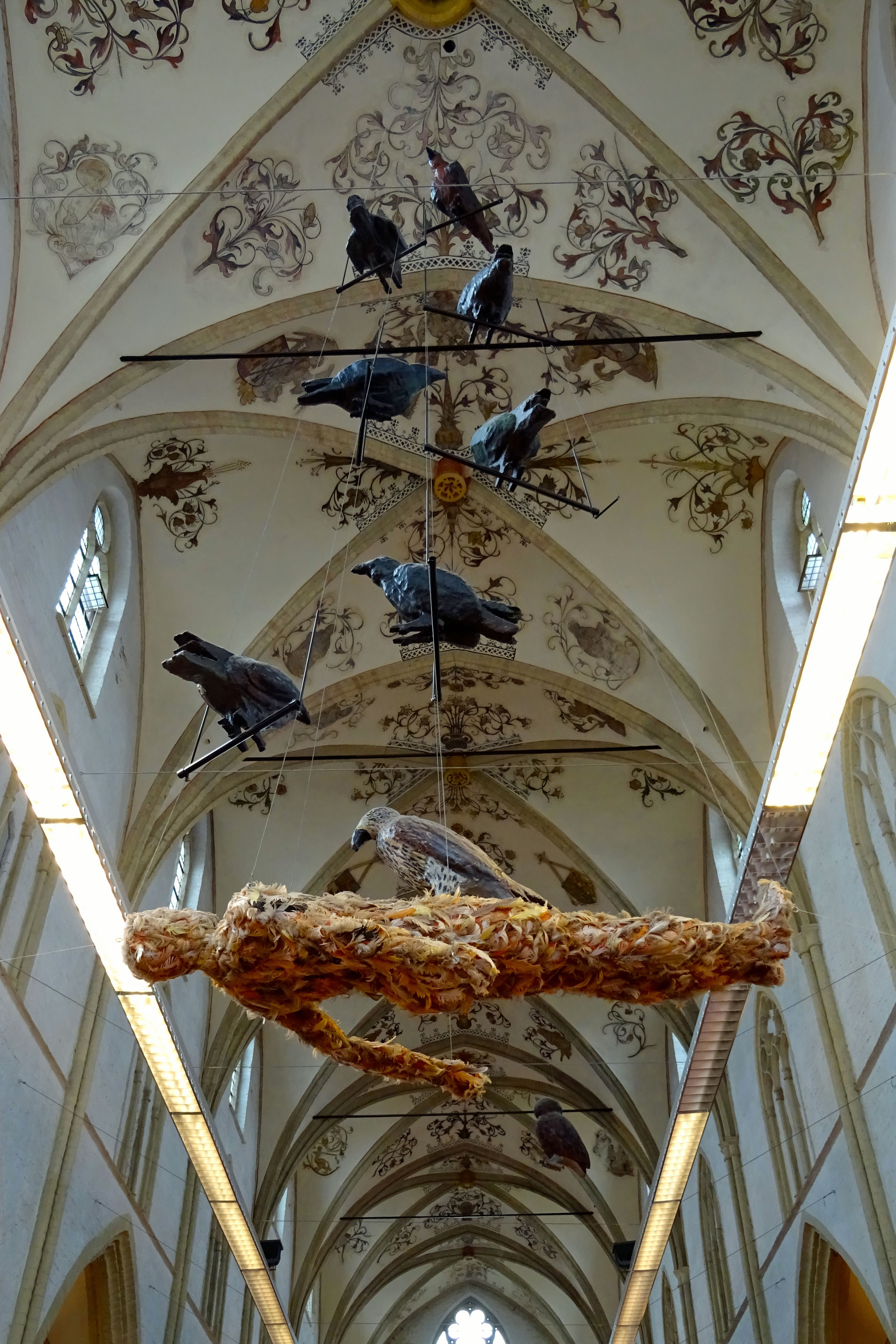
Installation, Lydia Schouten

Dès le début de son parcours, elle critique à travers ses oeuvres le rôle traditionnel assigné aux femmes et la représentation des femmes comme des objets sexuels. Plus récemment, son travail s'intéresse aux thèmes de la solitude, du sexe et de la violence. De 1978 à 1981, elle anime principalement des performances et, de 1981 à 1988, se consacre principalement à la réalisation de vidéos. Elle apparaît souvent dans ses vidéos, par exemple, Romeo is bleeding en 1982. En 1984, une partie de son travail est inclus dans The Luminous Image, une exposition internationale d'art vidéo au Stedelijk Museum Amsterdam. Elle est alors membre de la Time Based Arts Foundation, une organisation d'artistes vidéastes,. Depuis 1988, elle met l'accent, dans ses installations, sur l'association de la photographie, du son et de la vidéo. Son travail a été décrit comme «un détournement rhétorique des icônes de la culture populaire», qui peut être à la fois «choquant» et d'une «beauté poignante». De son point de vue à elle, son travail consiste souvent à surmonter ses propres peurs. Elle ne cherche pas la beauté d'une représentation mais veut provoquer d'autres réactions, telles que la colère ou le rire : « Je veux amener les gens à réfléchir », précise-t-elle.
Elle reçoit des bourses de voyage du Ministère des Affaires culturelles en 1981, et 1982 et est artiste en résidence à Curaçao, en Nouvelle-Zélande, au Canada, aux États-Unis, et en Allemagne ainsi que dans son pays natal. Son travail est exposé notamment au Musée Ludwig à Cologne, au Centre Georges Pompidou à Paris, à la Toch Art Gallery à Amsterdam, l'Institute of Contemporary Art de New York et au Musée métropolitain de photographie de Tokyo.
Ses voyages à New York, une cité créée par des colons hollandais en 1609, lui ont inspiré des œuvres telles que A Song for Mannahataa. En 2006, elle fait partie d'une sélection d'artistes néerlandais utilisant la vidéo, présentée à la Maison européenne de la photographie à Paris. Elle met en scène des habitants de la ville de Leerdam qui ont accepté de jouer, parfois dans leur environnement le plus intime, des situations du quotidien.
Elle a fait également des réalisations pour des espaces publics, tel en 2009 le Monument voor de Verdronken Dorpen en Zeeland (Monument pour les villages noyés de la Zélande) à Colijnsplaat. Le monument comprend une tour avec des haut-parleurs et une installation sonore rappelant l'inondation de 117 villages lors de la crue de 1953. Trois fois par jour, au moment des heures des crues majeures, 11:34, 14:04 et 15:30, une composition sonore de Arjan Kappers retentit pendant quelques minutes, avec en arrière-plan la sonnerie des cloches de l'église perturbée progressivement par le bruit du vent, de l'eau et, ici et là, une vache, un mouton, une mouette, puis le silence,. Plus récemment, en 2017, elle présente une vidéo, où elle se filme dans une cage, telle une lionne, dans le cadre de l'exposition Women House, pour l'inauguration du nouveau musée de la Monnaie de Paris, quai de Conti. Depuis 2004, elle vit à Amsterdam.

## Récompenses
En 1975, elle a reçu le prix Maaskant de la ville de Rotterdam.